# Värings distrikt
Värings distrikt är ett distrikt i Skövde kommun och Västra Götalands län. 
Distriktet ligger nordost om Skövde. 

## Tidigare administrativ tillhörighet
Distriktet inrättades 2016 och utgörs av socknen Väring i Skövde kommun.
Området motsvarar den omfattning Värings församling hade vid årsskiftet 1999/2000.